# Opel Performance Center

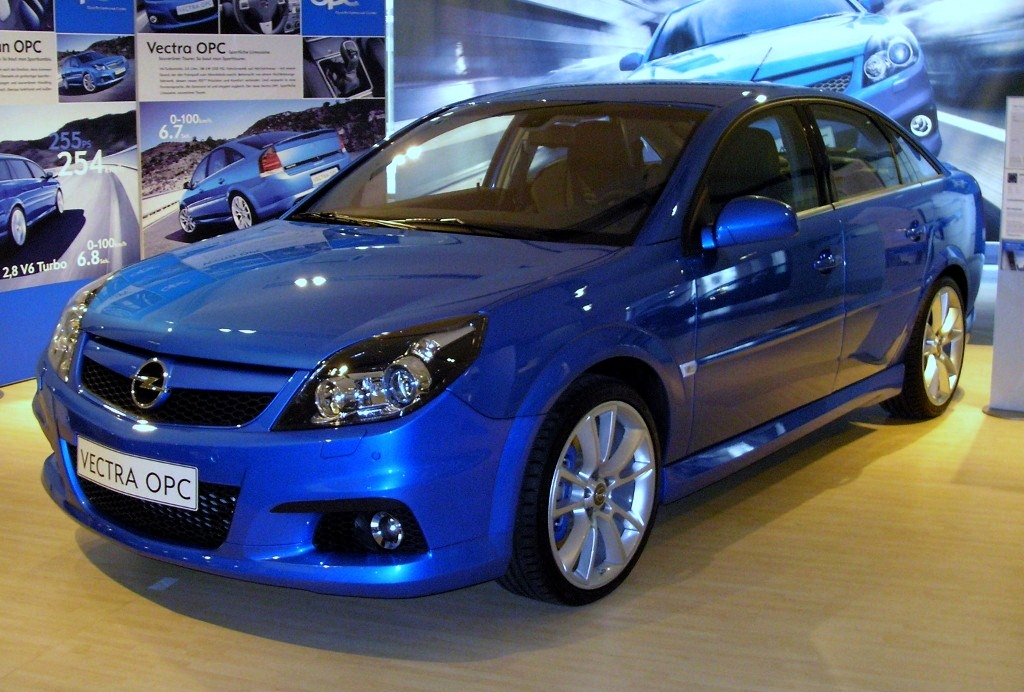
Opel Vectra C OPC

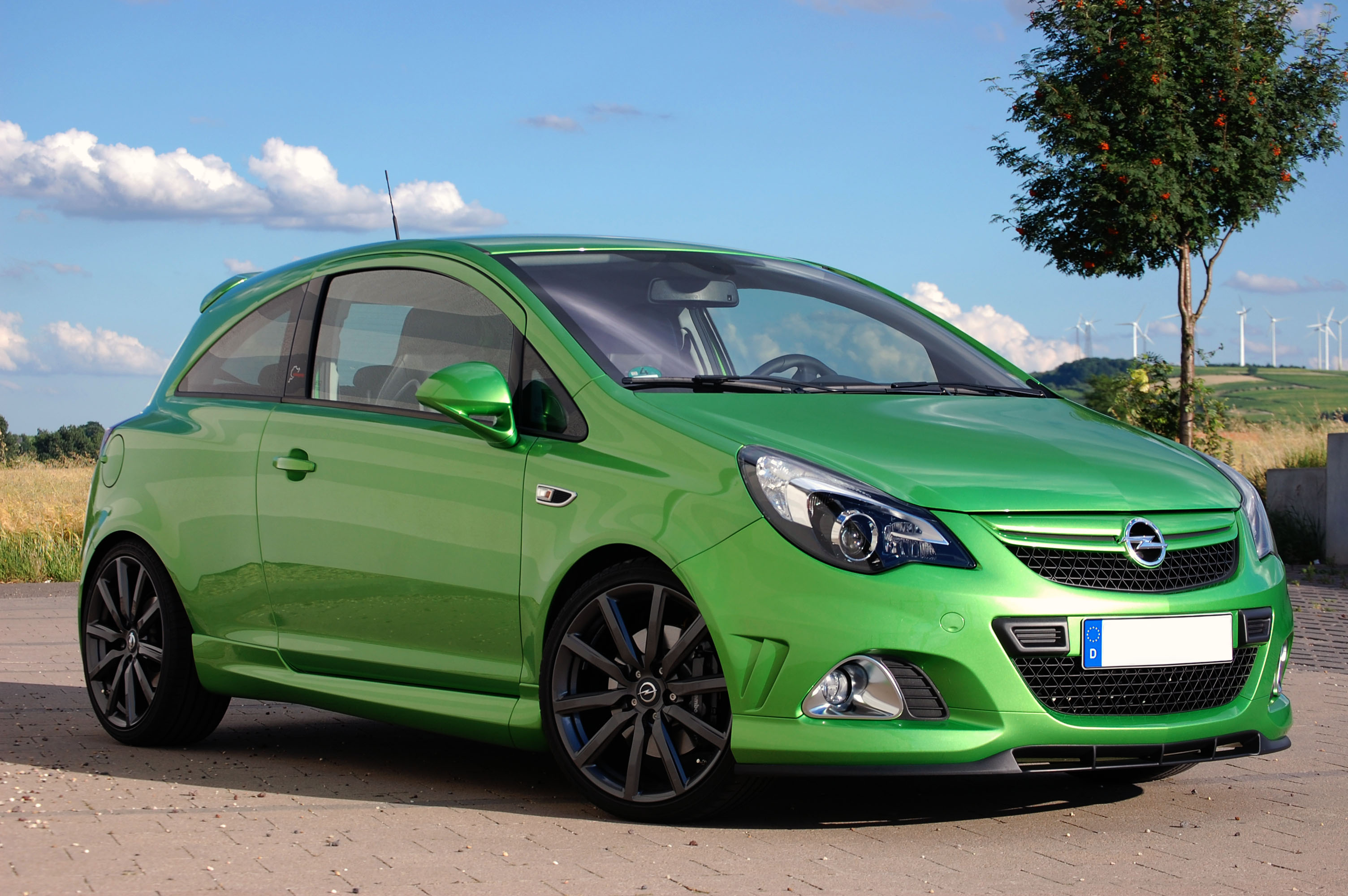
Opel Corsa D OPC Nürburging Edition

Opel Performance Center (OPC) – przedsiębiorstwo powstałe w 1999, zajmujące się tuningiem samochodów. Pomimo że firma zajmuje się tuningiem samochodów marki Opel, a jej nazwa wskazuje na to, że mogłaby być oddziałem tego przedsiębiorstwa, to jest zarejestrowana jako osobna spółka z ograniczoną odpowiedzialnością (GmbH) w Rüsselsheim am Main.
Dzięki tuningowi OPC powstały następujące wersje samochodów:
- 1999 Opel Astra OPC
- 2001 Opel Zafira OPC
- 2002 Opel Astra (kombi OPC)
- 2005 Opel Astra OPC
- 2005 Opel Zafira OPC
- 2005 Opel Vectra OPC
- 2005 Opel Vectra (kombi OPC)
- 2006 Opel Meriva OPC
- 2007 Opel Corsa OPC
- 2009 Opel Insignia OPC
- 2009 Opel Insignia (Sports Tourer) OPC
- 2011 Opel Corsa OPC Nürburgring Edition
- 2012 Opel Astra OPC
- 2015 Opel Corsa OPC

## Opel Astra G OPC I
Lata produkcji: 1999-2001.

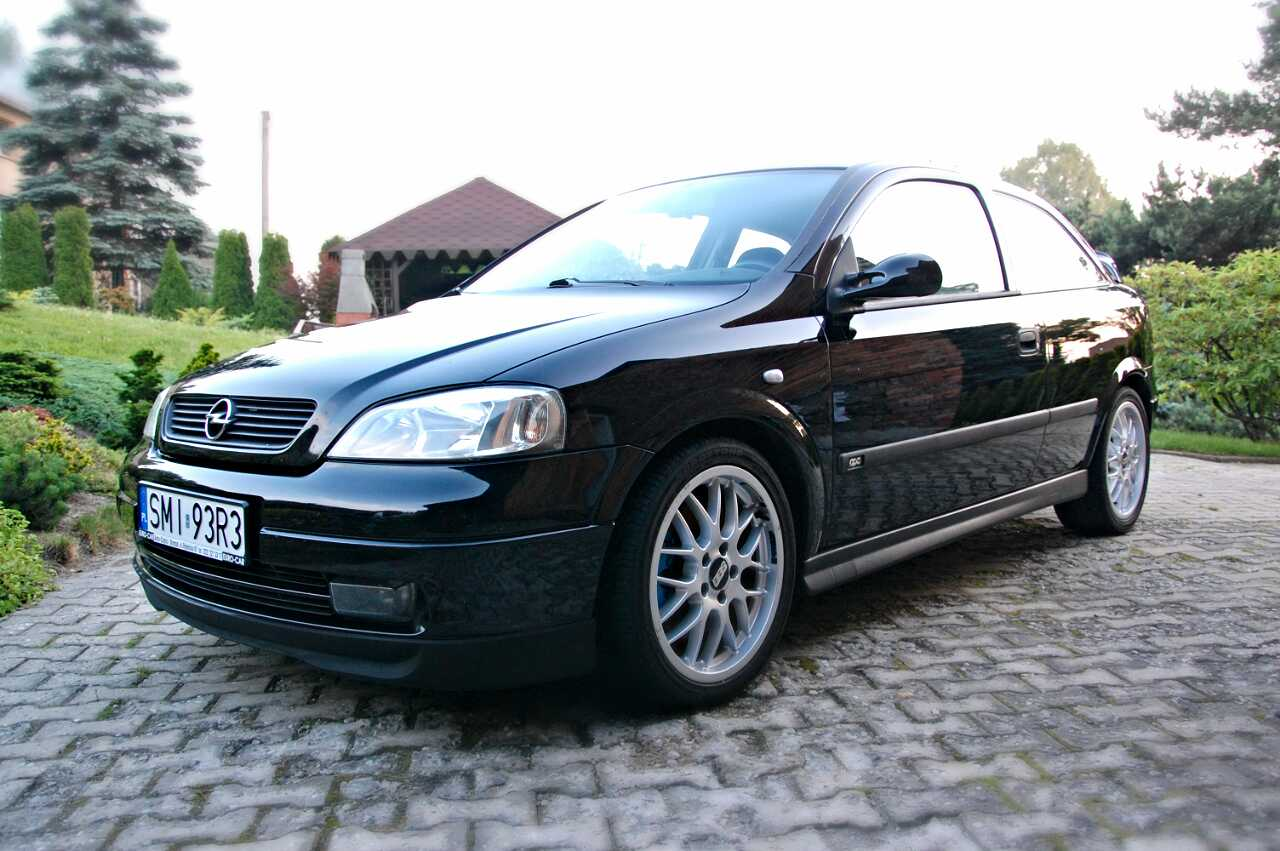
Astra G OPC

Limitowana do 3000 sztuk. Wyprodukowano ją, aby uzyskać homologację sportową (wymagana liczba min. 2500 egzemplarzy).
W stosunku do wersji 2,0 Sport posiadała następujące zmiany:
- silnik („ostry” wałek rozrządu, inny kolektor wydechowy, komputer, usunięty wałek wyrównoważający, chłodnica oleju, pływające sworznie tłokowe, koło zamachowe z 8 otworami, kute tłoki);
- skrzynia biegów (F-23, ze skróconymi przełożeniami);
- zawieszenie (niższe o 20/10 mm i twardsze);
- hamulce (średnica tarcz 308/264mm);
- masę (-50 kg);
- felgi 17 calowe BBS (RX 248);
- opony 215/40R17 Dunlop SP 9000;
- spojler, inna listwa pod przednim zderzakiem, lusterka OPC;
- obrotomierz wyskalowany do 8000 obr./min (odcięcie obrotów przy 7000);
- tapicerka „Sky Line” (w części egzemplarzy fotele Recaro);
- dostępne kolory: niebieski (Arden Blue), srebrny (Silver Star), czarny (Antracyt Black);

Dane techniczno-eksploatacyjne:
Silnik X20XER
- poj. skokowa 1998 cm³;
- max. moc 118 kW (160 KM) przy 6500 obr./min;
- max. moment obrotowy 188 Nm przy 4300 obr./min;
- przyśpieszenie 0–100 km/h: 8,2 sek;
- prędkość maksymalna: 220 km/h

Cena w momencie sprzedaży: 46 450 marek.

## Opel Astra G OPC II
Lata produkcji: 2002-2003.
Po sukcesje pierwszej wersji Astry OPC, wypuszczono drugą wersję w której główną różnicą było dodanie do silnika turbosprężarki. Charakterystyka pracy silnika była bardziej płynna, samochód lepiej przyśpieszał w dolnym zakresie obrotów. Oprócz trzydrzwiowego hatchbacka oferowano również wersję kombi.
W stosunku do OPC I posiadał następujące zmiany:
- silnik (dodano turbosprężarkę);
- inny zderzak przedni i tylny;
- progi (takie same jak w Astra Coupe);
- słupki (oklejone okleiną imitującą karbon);
- felgi (firmowane przez Opla);
- tapicerka (półskórzane lub skórzane fotele Recaro);
- wnętrze (kierownica z szarym elementem + konsola centralna lakierowana na jasnoszary);
- oświetlenie (ciemne klosze lamp przednich i tylnych, w opcji lampy ksenonowe);
- dodatkowe wyposażenie opcjonalne (tempomat, podgrzewane fotele, kurtyny – poduszki powietrzne),

Dane techniczno-eksploatacyjne:
Silnik Z20LET
- poj. skokowa 1998 cm³;
- max. moc 147 kW (200 KM) przy 5600 obr./min;
- max. moment obrotowy 250 Nm przy 1950 obr./min;
- przyśpieszenie 0–100 km/h: 7,2 sek (kombi 7,5 sek);
- prędkość maksymalna: 240 km/h (kombi 231 km/h)

Cena w momencie sprzedaży: 25 660 euro